# Dywizjon Okrętów Podwodnych (III RP)
Dywizjon Okrętów Podwodnych (dOP) – jednostka wojskowa Marynarki Wojennej sformowana 11 marca 1971 roku w składzie 3 Flotylli Okrętów. 
W skład dOP wchodzi obecnie jeden okręt podwodny  projektu 877E NATO: Kilo – „Orzeł”. Okręty podwodne są wykorzystywane do działań rozpoznawczych, rozpoznawczo-uderzeniowych, uderzeniowych, a także do przerywania i tworzenia blokad morskich oraz do osłony zespołów okrętów nawodnych.
Od 1992 roku okręty dywizjonu uczestniczą w manewrach państw NATO oraz w ramach programu „Partnerstwo dla pokoju”. Operowały wielokrotnie na morzach: Bałtyckim, Północnym i Śródziemnym oraz na Oceanie Atlantyckim. Uczestniczyły w manewrach „Keftacex”, „Strong Resolve”, „Baltic Porpoise”, „Baltops”, i „Joint Maritime Course”. ORP „Bielik” uczestniczył dwukrotnie na Morzu Śródziemnym w operacji antyterrorystycznej pod kryptonimem „Active Endeauvor”. 

## Dowódcy dywizjonu
- kmdr por. Leon Ratajczak[1]
- kmdr por. Lucjan Matysiak[1]
- kmdr por. Józef Węgrzyn[1]
- kmdr Marian Spera[1]
- kmdr por. Józef Walczak[1]
- kmdr ppor. Tomasz Mathea[1]
- kmdr Stanisław Kania[1]
- kmdr Mirosław Mordel (od marca 2004 do 2007)[1][2]
- kmdr Andrzej Ogrodnik (2007–2010)
- kmdr Sławomir Wiśniewski (listopad 2010 – 2019)[3][4][5]
- kmdr Leszek Dziadek (od 2019)[4][5]